# National Football League 2014 (Figi)
La NewWorld National Football League 2014 è la 38ª edizione del massimo campionato di calcio delle Figi chiamata anche Fiji Sun/ Skipper Tuna National Football League. La stagione inizierà Sabato 18 gennaio 2014. Le gare si disputano alternatamente fra le 8 squadre al sabato e alla domenica.
Due sono i posti disponibili per la competizione continentale per club, la OFC Champions League. Per questo anno non sono previste retrocessioni.

## Squadre partecipanti
| Club    | Città    | Stadio               | Capacità | Stagione 2013               |
| ------- | -------- | -------------------- | -------- | --------------------------- |
| Ba      | Ba       | Govind Park          | 13.500   | 1º National Football League |
| Labasa  | Labasa   | Subrail Park         | 10.000   | 5º National Football League |
| Lautoka | Lautoka  | Churchill Park       | 18.000   | 4º National Football League |
| Nadi    | Nadi     | Prince Charles Park  | 10.000   | 2º National Football League |
| Nadroga | Sigatoka | Lawaqa Park          | 12.000   | 8º National Football League |
| Navua   | Navua    | Thomson Park         | 1.000    | 7º National Football League |
| Rewa    | Nausori  | Ratu Cakobau Park    | 8.000    | 6º National Football League |
| Suva    | Suva     | TFL National Stadium | 15.000   | 3º National Football League |

## Classifica
|                 | Pos. | Squadra | Pt | G  | V  | N | P  | GF | GS | DR  |
| --------------- | ---- | ------- | -- | -- | -- | - | -- | -- | -- | --- |
| Figi (bandiera) | 1.   | Suva    | 34 | 14 | 11 | 1 | 2  | 25 | 11 | +14 |
|                 | 2.   | Ba      | 26 | 14 | 8  | 2 | 4  | 33 | 13 | +20 |
|                 | 3.   | Nadi    | 26 | 14 | 8  | 2 | 4  | 17 | 13 | +4  |
|                 | 4.   | Labasa  | 24 | 14 | 7  | 3 | 4  | 26 | 16 | +10 |
|                 | 5.   | Rewa    | 21 | 14 | 6  | 3 | 5  | 14 | 13 | +1  |
|                 | 6.   | Nadroga | 13 | 14 | 4  | 1 | 9  | 15 | 22 | -7  |
|                 | 7.   | Lautoka | 10 | 14 | 2  | 4 | 8  | 10 | 31 | -21 |
|                 | 8.   | Navua   | 5  | 14 | 1  | 2 | 11 | 10 | 31 | -21 |

Legenda:

      Campione delle Fiji e ammessa alla OFC Champions League 2014-2015

      Ammesse alla OFC Champions League 2014-2015.

      Retrocesse in Premier Division 2015

Note:

Tre punti a vittoria, uno a pareggio, zero a sconfitta.